# Cormoyeux
Cormoyeux is een gemeente in het Franse departement Marne (regio Grand Est) en telt 119 inwoners (2009). De plaats maakt deel uit van het arrondissement Épernay.

## Geografie
De oppervlakte van Cormoyeux bedraagt 2,2 km², de bevolkingsdichtheid is dus 54,1 inwoners per km².
De onderstaande kaart toont de ligging van Cormoyeux met de belangrijkste infrastructuur en aangrenzende gemeenten.

## Demografie
Onderstaande figuur toont het verloop van het inwonertal (bron: INSEE-tellingen).